# Episteme angularis
Episteme angularis là một loài bướm đêm trong họ Noctuidae.